# Мансуе
Мансуе (итал. Mansuè) је насеље у Италији у округу Тревизо, региону Венето.
Према процени из 2011. у насељу је живело 2937 становника. Насеље се налази на надморској висини од 11 м.

## Становништво
Према резултатима пописа становништва 2011. у општини је живело 4.974 становника.
| 1951. | 1961. | 1971. | 1981. | 1991. | 2001. | 2011. |
| ----- | ----- | ----- | ----- | ----- | ----- | ----- |
| 4.798 | 3.578 | 3.304 | 3.643 | 3.941 | 4.132 | 4.974 |